# Piotr Sylwester Chmielowski

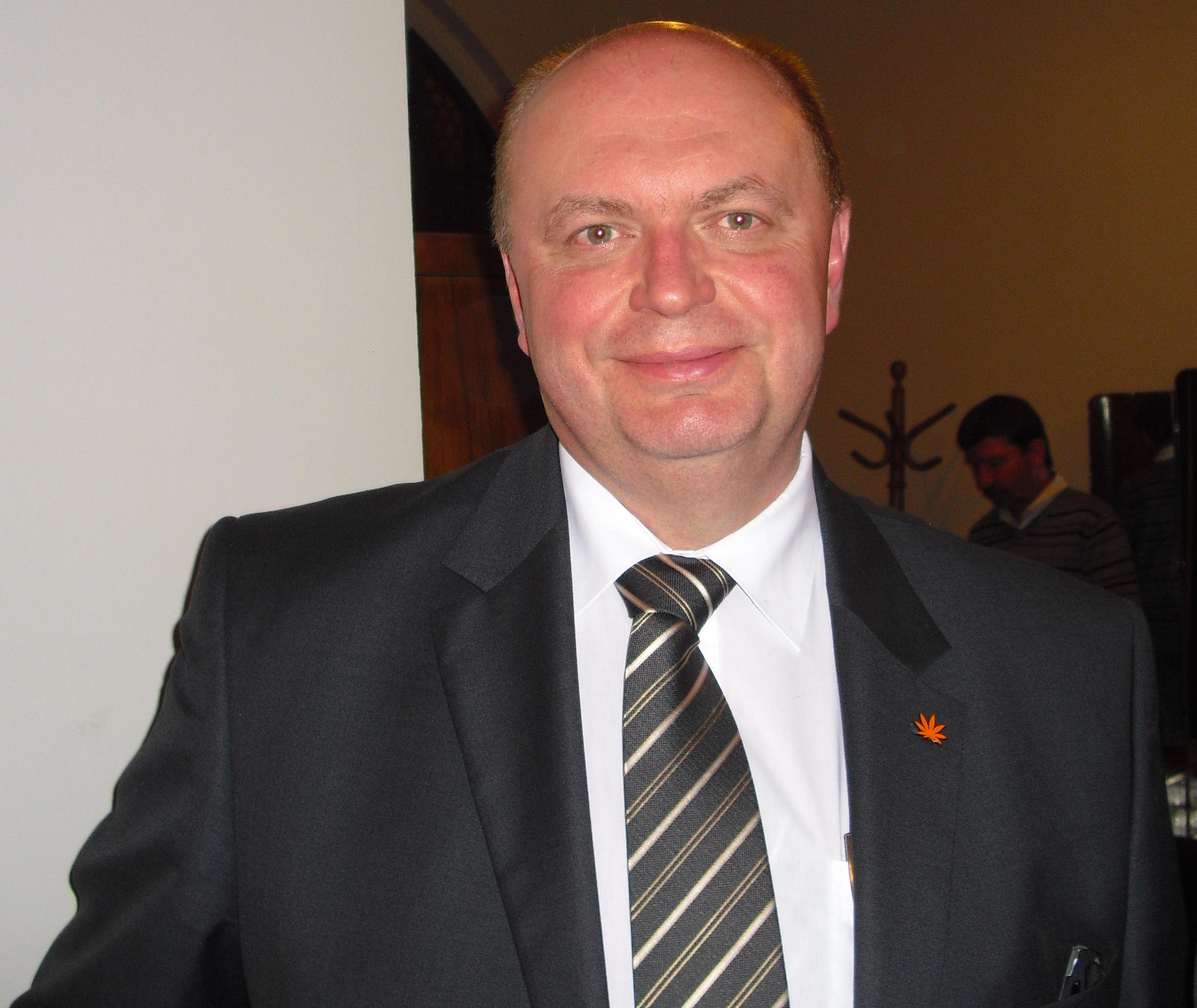
Piotr Chmielowski, 2012

Piotr Sylwester Chmielowski (* 1965 in Chorzów)  ist ein polnischer Politiker (Ruch Palikota, SLD).

## Leben und Beruf
Piotr Chmielowski schloss 1990 sein Studium an der Schlesischen Technischen Universität als Ingenieur ab. Seit 1991 betreibt er sein eigenes Handelsunternehmen welches Produkte im Medizinbereich vertreibt. Seit 2001 ist er Vizepräsident der Vereinigung der Produzenten und Händler für Zahnmedizinprodukte.
Piotr Chmielowski ist verheiratet und hat zwei Kinder.

## Politik
Zu den Parlamentswahlen 2011 trat er im Wahlkreis 30 Rybnik an und konnte mit 9.925 Stimmen für die Ruch Palikota einen Sitz im Sejm erlangen. Im Juli 2013 wurde er aus der Fraktion ausgeschlossen. Daraufhin schloss er sich der Sojusz Lewicy Demokratycznej an. 2015 verpasste er die Wiederwahl. 2020 trat er der „Nowa Demokracja – Tak, powstałej z przerejestrowania Przedsiębiorczej RP“ bei und wurde deren Vorsitzender. 2023 gab er das Amt an Marek Materek und wurde Generalsekretär der Partei. 2024 wurde er erneut Parteivorsitzender.